# Cannabichromène
Le cannabichromène (CBC) est un composé organique terpénophénolique de la famille des phytocannabinoïdes issu de la décarboxylation par chauffage de l’acide cannabichroménique. 

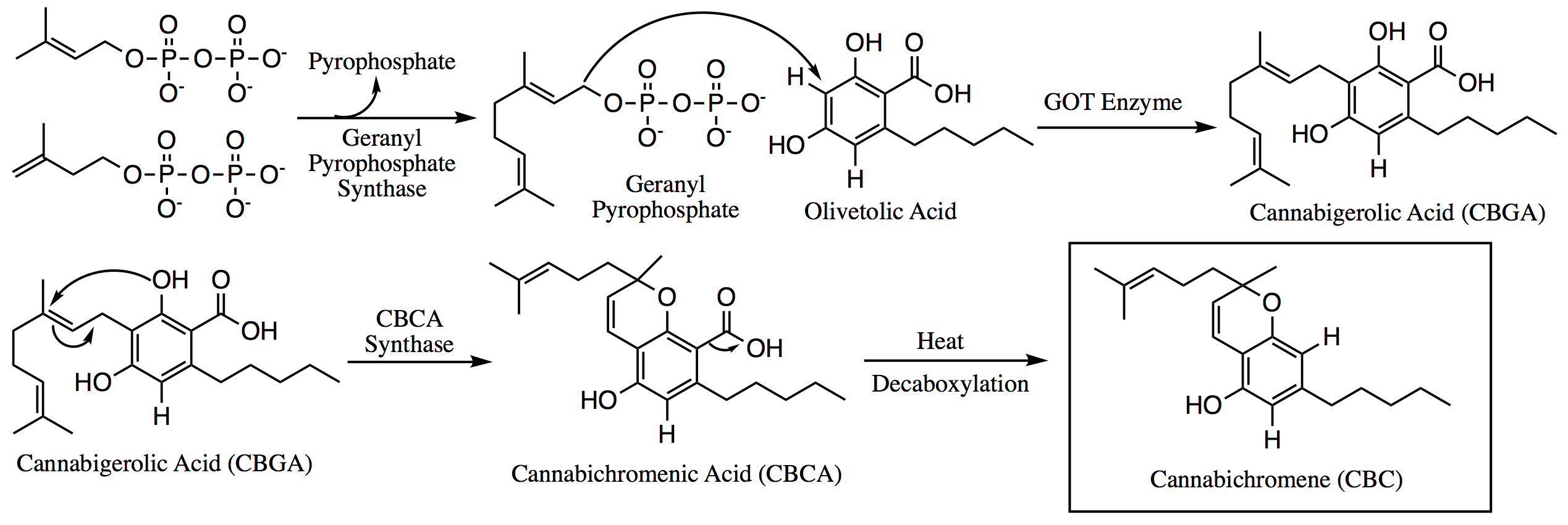
Biosynthèse.